# Musique saoule
Musique saoule é o décimo-sétimo álbum da cantora francesa Françoise Hardy, lançado na França e em outros países. A edição original foi publicada na França, em 1978.

## Perspectiva do álbum
Escrito por Michel Jonasz, com música de Alain Goldstein, e Gabriel Yared, este álbum se mostra uma tendência para a modernidade. Desde o sucesso de Cerrone e Donna Summer, na música, e do de John Travolta nos filmes Embalos de Sábado à Noite e Grease, o "disco" está em alta na França, e a televisão e o rádio escolhem a nova identidade musical que tomaria a carreira de Hardy. Adotada por um público jovem, que não conhecera seu renome sessentista, a cantora fica por quase um ano nas paradas musicais com a canção J'écoute de la musique saoule. Graças a esse hit, ela recomeça a vender seus discos, sendo essa faixa um dos maiores sucessos do fim dos anos 1970. Critica-se o fato de que Hardy não é mais compositora das letras - ela não escreveu uma só faixa do disco - e a duvidosa direção com orientação funky e jazzy. A própria cantora, em relação a isso, confessa se arrepender da escolha do estilo e dos ritmos tão pouco familiares ao seu universo musical. De qualquer forma, a parceria com Gabriel Yared continua até 1982, para três outros álbuns.